# Goicea
Goicea è un comune della Romania di 2 882 abitanti, ubicato nel distretto di Dolj, nella regione storica dell'Oltenia.